# Ночь и день (фильм)
«Ночь и день» — будущая британско-немецкая экранизация одноимённого романа Вирджинии Вулф. Главные роли в фильме исполнили Хейли Беннетт, Тимоти Сполл, Дженнифер Сондерс, Джек Уайтхолл, Салли Филлипс и Лили Аллен.

## Сюжет
Действие происходит в Великобритании на рубеже XX века, женщина-астроном пытается бороться с патриархальными устоями того времени.

## В ролях
- Хейли Беннетт — Кэтрин Хилбери
- Тимоти Сполл — мистер Хилбери
- Элиас М’Барек — Ральф
- Лили Аллен — Мэри Дэтчет
- Джек Уайтхолл — Уильям Родни
- Дженнифер Сондерс — миссис Хилбери
- Салли Филлипс — кузина Джоан
- Мисия Батлер — Сирил Отвей
- Алекс Маккин
- Саймон Филлипс
- Фрэнсис Барбер
- Эрика Линдер — Вирджиния Вулф

## Производство
Сценаристом фильма стала Джастин Уодделл на основе романа Вирджинии Вулф «Ночь и день». Режиссёром фильма стала Тина Гарави. Фильм совместного производства английской компании FilmHedge и немецкой GLISK.
В актёрский состав фильма вошли Хейли Беннетт, Тимоти Сполл и Лили Аллен, а также Дженнифер Сондерс, Джек Уайтхолл и Салли Филлипс.
Основные съёмки начались в Ньюкасле-на-Тайне в конце 2024 года. Среди мест съёмок — Литературно-философское общество Ньюкасла-на-Тайне.